# ماریتا گاسپاریان
ماریتا آرتاشسی گاسپاریان (ارمنی: Մարիետտա Արտաշեսի Գասպարյան؛ انگلیسی: Marietta Gasparyan زاده ۱۹ فوریهٔ ۱۹۵۲) یک معمار اهل ارمنستان است.

## زندگی‌نامه
وی در ۱۹ فوریه ۱۹۵۲ در ایروان به دنیا آمد و از دانشگاه ملی پلی‌تکنیک ارمنستان فارغ‌التحصیل گشت. وی در دایرةالمعارف ارمنستان شوروی ()، انستیتو هنری (), دانشگاه ملی معماری و شهرسازی ارمنستان و دانشگاه ملی معماری و شهرسازی ارمنستان () و وزارت فرهنگ ارمنستان فعالیت کرده است. وی عضو اتحادیه معماران ارمنستان می‌باشد. 

## نگارخانه

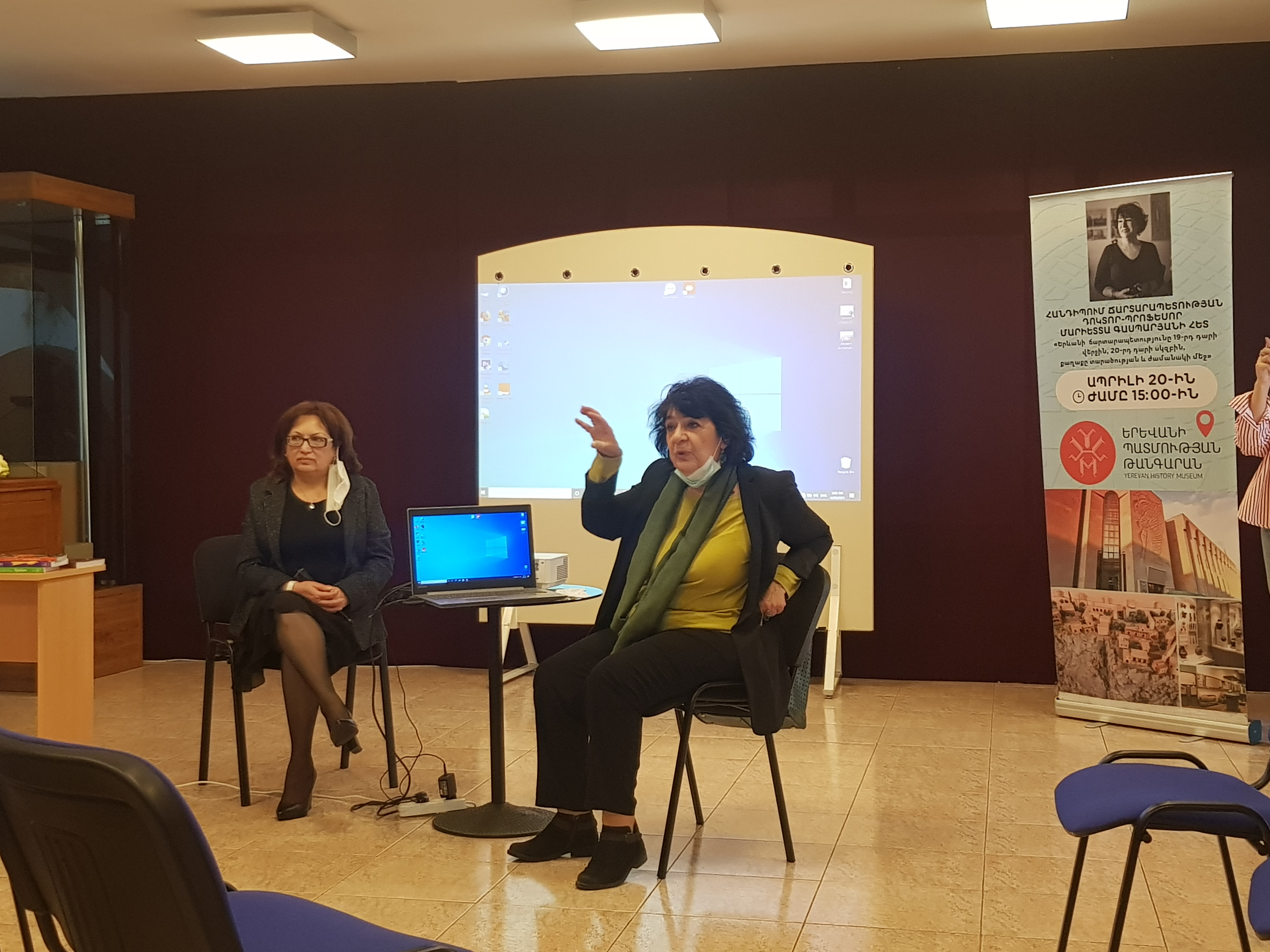
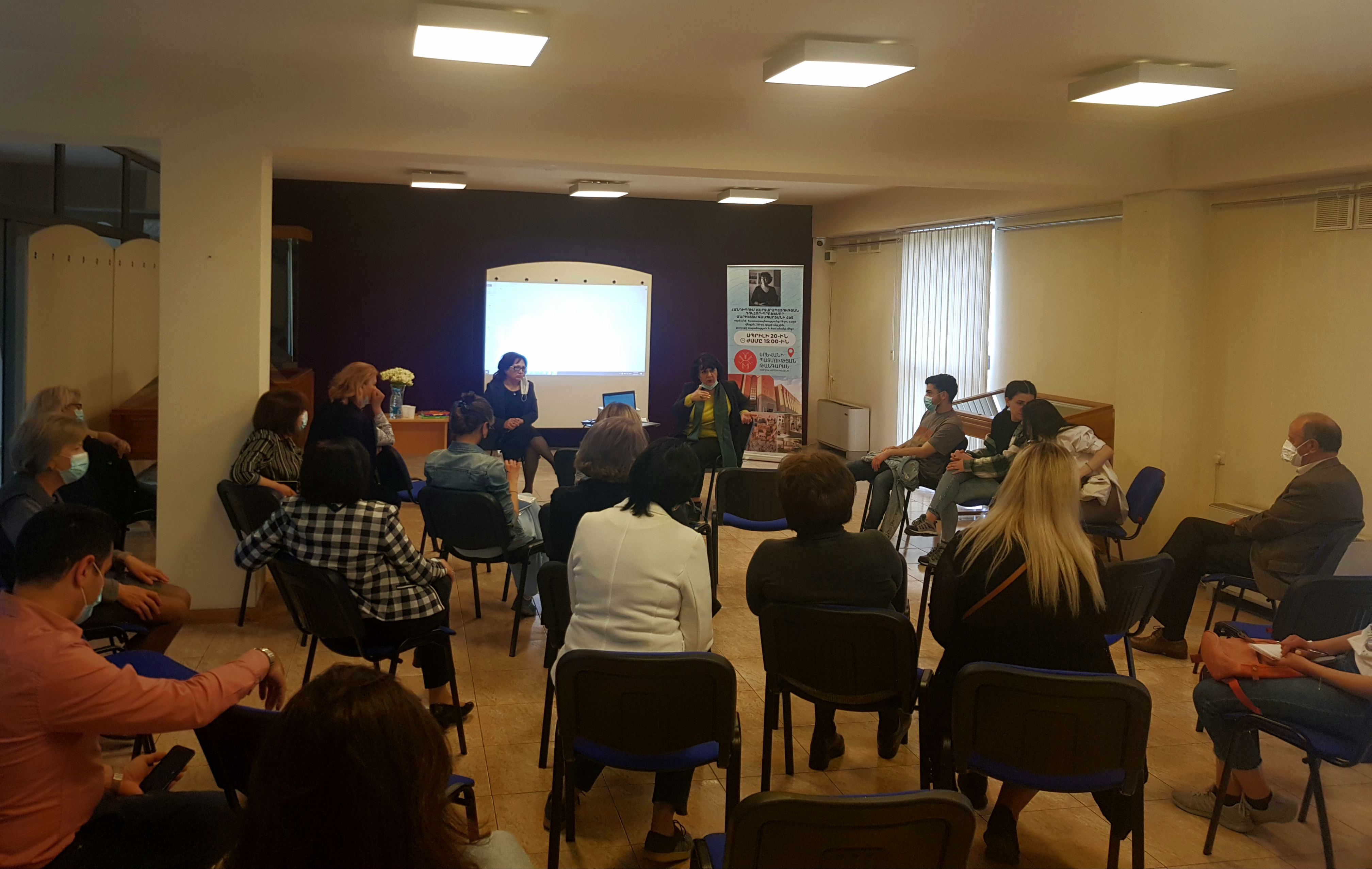

## یادداشت
1. ↑  Institute of Art NAS RA